# Scotochroa livida
Scotochroa livida is een keversoort uit de familie zwamspartelkevers (Melandryidae). De wetenschappelijke naam van de soort werd in 1834 gepubliceerd door Sahlberg.